# Барсуково (Солонешенский район)
Барсуково — село в Солонешенском районе Алтайского края. Входит в состав Тумановского сельсовета.

## География
Расположено на правом берегу реки Дрезговитной. Абсолютная высота — 540 метров над уровнем моря.

## История
Основано в 1923 году. В 1926 году в посёлке Барсуково имелось 70 хозяйств и проживало 405 человек (189 мужчин и 216 женщин). В национальном составе населения того периода преобладали русские. Действовали школа I ступени и лавка общества потребителей. В административном отношении являлось центром Барсуковского сельсовета Солонешенского района Бийского округа Сибирского края.

## Население
| 1926 | 1997 | 1998 | 1999 | 2000 | 2001 |
| ---- | ---- | ---- | ---- | ---- | ---- |
| 405  | ↘220 | ↘217 | ↘207 | ↗210 | ↘194 |
| 2002 | 2003 | 2004 | 2005 | 2006 | 2007 |
| ↘193 | ↘32  | ↗35  | ↘28  | ↗29  | ↗31  |
| 2008 | 2009 | 2010 | 2011 | 2012 | 2013 |
| ↘28  | ↘23  | ↗30  | ↘29  | →29  | ↘28  |

Национальный состав
Согласно результатам переписи 2002 года, в национальной структуре населения русские составляли 63 %; алтайцы — 30 %.